# Ри, Сён Джа
В Википедии есть статьи о других людях с такой фамилией, см. Ли. 
Сён Джа Ри (кор. 이성자, Ли Сонджа́; принятая романизация — Seund Ja Rhee; также Seongja Lee; 3 июня 1918 — 8 марта 2009) — южнокорейская художница, гравёр, индустриальный дизайнер и иллюстратор. Также создавала гобелены и мозаики. Создала более чем 1000 картин, 700 гравюр, 250 керамик и многочисленные рисунки. Выставлялась в основном во Франции и Южной Корее — с 84 персональными выставками и почти 300 групповыми выставками. В 1958 году она переехала в Туррет во Франции, где построила «Млечный путь» — большую мастерскую и выставочный зал.

## Биография
Родилась в Чинджу, в провинции Кёнсан-Намдо, когда Корея находилась под властью Японии. Ри Сонджа училась в средней школе для девочек в Чинджу, а затем в 1935 году[уточнить] поступила в Японский женский университет Дзиссен[уточнить] в Токио. В 1938 году, вернувшись домой, вышла замуж. В 1951 году из-за Корейской войны Ри была разлучена со своими тремя сыновьями. В том же году она уехала в Париж, где в 1953 году поступила в Академию Гран-Шомьер, чтобы учиться у Ива Брайера и Анри Гетца. Посещая «Ателье 17» Стэнли Уильяма Хейтера, Ри начала проявлять интерес к гравюре на дереве и гравюре. В 1958 году она переехала в Туррет, где использовала приют пастуха в качестве своей мастерской. В 1996 году она построила мастерскую «Млечный Путь» в корейском стиле.
В 1991 году Ри стала кавалером Ордена Искусств и литературы Франции. В 2009 году в Корее основан «Фонд Сён Джа Ри» для сохранения и развития её искусства.

## Творчество
Стиль художницы — это прежде всего декоративная абстракция, использующая геометрические узоры и сдержанные цвета. Также она известна использованием корейских символов в своих работах. Её работы были представлены на различных коллективных выставках в музеях и галереях, в том числе в Национальном салоне изящных искусств в Париже (1956), на Международной биеннале в Любляне (1963, 1965, 1967), в Женевском музее истории и искусства (1965) и Международной биеннале гравюр в Буэнос-Айресе (1968, 1970, 1972). Персональные выставки Ри появились в европейских и азиатских художественных музеях и галереях.